# Unibail-Rodamco-Westfield
Unibail-Rodamco-Westfield là tập đoàn bất động sản thương mại niêm yết hàng đầu trên thế giới, có mặt tại 13 quốc gia và với danh mục tài sản trị giá 56,3 tỷ euro tính đến ngày 31 tháng 12 năm 2020. Tập đoàn này được thành lập vào năm 1968 và có 3.100 nhân viên vào năm 2021. Ông chuyên về quản lý, xúc tiến và đầu tư các trung tâm mua sắm lớn đặt tại các thành phố lớn ở Châu Âu và Hoa Kỳ, trong các tòa nhà văn phòng lớn và các trung tâm hội nghị, triển lãm ở khu vực Paris.
Tập đoàn có 87 trung tâm mua sắm vào năm 2020.